# Krasimir Balăkov
Krasimir Genčev Balăkov (in bulgaro Красимир Генчев Балъков?; Veliko Tărnovo, 29 marzo 1966) è un allenatore di calcio ed ex calciatore bulgaro, di ruolo centrocampista offensivo.
Perno della nazionale bulgara dal 1988 al 2003, raggiunse il quarto posto al campionato del mondo 1994 negli Stati Uniti. È stato CT della nazionale bulgara da maggio a ottobre 2019.

## Caratteristiche tecniche
Giocatore talentuoso, agiva da centrocampista playmaker, distinguendosi per visione di gioco, intelligenza tattica, temperamento ed eccellenti doti tecniche, oltre che per un mancino potente e preciso.

## Carriera

### Giocatore

#### Club
Iniziò la propria carriera nelle giovanili dell'FK Etăr, squadra con la quale, nel 1982, debuttò nella massima serie del campionato bulgaro. Nelle prime due stagioni giocò saltuariamente come riserva, poi nel 1984-1985 guadagnò il posto da titolare e disputò tutte le partite del campionato.
Nelle stagioni seguenti con l'FK Etăr sfiorò l'accesso alle coppe europee ottenendo due terzi posti nel campionato bulgaro, nel 1988-1989 e nel 1989-1990.
Poco tempo dopo l'inizio della stagione 1990-1991, nella quale l'FK Etăr vinse il campionato, Balăkov si trasferì in Portogallo, allo Sporting Lisbona, dove giocò come centrocampista centrale.
Nella stagione 1994-1995 con lo Sporting terminò al secondo posto il campionato e vinse la Coppa di Portogallo, grazie alla vittoria per 2-0 in finale contro il Maritimo.
Nell'estate del 1995 Balăkov si trasferì in Germania, allo Stoccarda, dove giocò come trequartista dietro le due punte Giovane Élber e Fredi Bobic. Lo Stoccarda in quella stagione chiuse il campionato al decimo posto.
Nella stagione 1996-1997 fece parte del tridente Balăkov-Élber-Bobic, soprannominato il “triangolo magico”, che disputò ottime prestazioni, realizzando 78 reti, di cui 13 segnate da Balăkov. Lo Stoccarda vinse la Coppa di Germania, battendo 2-0 in finale l'Energie Cottbus. In campionato, tuttavia, a causa di problemi in fase difensiva, terminò quarto in classifica.
Nella stagione successiva Balăkov contribuì con due reti a raggiungere la finale in Coppa delle Coppe, persa contro il Chelsea. Pochi mesi dopo venne accusato da un giornalista di averlo schiaffeggiato, ma le accuse vennero ritirate poco dopo.
Nelle stagioni successive lo Stoccarda si ritrovò spesso invischiato nella lotta per non retrocedere, con Balăkov che nel frattempo diventò il capitano della squadra, nominato da Ralf Rangnick. Nel 2000 vinse la Coppa Intertoto, e nel 2002-2003, dopo aver vinto un'altra volta l'Intertoto in estate, terminò la stagione al secondo posto. Poco dopo gli venne rinnovato il contratto in scadenza, ma Balăkov annunciò la fine della propria attività agonistica.
Nel 2005 si trasferì al Plauen, squadra tedesca militante in Oberliga, con la quale, oltre a fare l'allenatore, scese anche in campo per una partita, l'ultima della sua carriera.

#### Nazionale
Nel 1985 partecipò con la nazionale bulgara Under-20 al campionato del mondo Under-20.
Nel 1988 esordì con la nazionale maggiore. Venne convocato da Dimităr Penev per il campionato del mondo del 1994, concluso dai bulgari in quarta posizione. Per le sue buone prestazioni venne inserito nella formazione ideale della competizione mondiale e risultò tra i primi venti nella classifica del Pallone d'oro alla fine dell'anno. Fu convocato per il campionato d'Europa del 1996, dove la Bulgaria venne eliminata al primo turno. Nel 1998 disputò il campionato mondiale di Francia, dove ancora una volta la Bulgaria uscì al primo turno. Balăkov disputò la propria ultima partita con la nazionale nel 2003, all'età di 37 anni. Pur avendo contribuito alla qualificazione della squadra al campionato d'Europa 2004, si ritirò prima della fase finale del torneo, in programma in Portogallo.
Conta 92 presenze e 16 reti con la nazionale bulgara.
Il 5 dicembre 1997 fu membro della selezione europea, sconfitta per 5-2 in amichevole dal resto del mondo allo stadio Olimpico di Roma.

### Allenatore
Subito dopo il ritiro dal calcio giocato divenne vice-allenatore dello Stoccarda, firmando un contratto biennale. Rimase allo Stoccarda anche dopo la partenza di Felix Magath, diventando il vice di Matthias Sammer. Scadutogli il contratto nel 2005, rifiutò un'offerta dalla nazionale bulgara e divenne allenatore del Plauen, per il quale giocò anche una partita.
Nel gennaio 2006 Balăkov diventò l'allenatore del Grasshoppers con cui terminò il campionato al quarto posto. Nella stagione successiva, dopo un positivo avvio, gli venne rinnovato il contratto fino al 2008; tuttavia, dopo un periodo di crisi, nell'inverno venne esonerato a tre partite alla fine del campionato.
Il 29 ottobre 2007 assunse la guida del San Gallo, tuttavia Balăkov non riuscì ad evitare la retrocessione in Challenge League, perdendo lo spareggio contro il Bellinzona.
Il 5 gennaio 2009 diventò l'allenatore del PSFK Černomorec Burgas, firmando un contratto valido per 5 anni. Il 7 dicembre 2010 il suo contratto venne rescisso.
Il 27 maggio 2011 diventò l'allenatore dell'Hajduk Spalato. Il 22 marzo 2012 lasciò le redini dei Bili per passare al Kaiserslautern.
Dal marzo al maggio 2012 allenò i Die Roten Teufel per 8 partite.
Il 12 giugno 2014 assunse la guida del Liteks Loveč, squadra militante nella massima serie bulgara. Terminò il campionato al quarto posto, fuori dalle competizioni europee. Venne ammesso all'Europa League a seguito della mancata concessione della licenza UEFA al Lokomotiv Sofia. Si dimise dall'incarico il 10 luglio 2015, dopo la sconfitta del Litex ai primi turni preliminari di Europa League contro i meno quotati lettoni dello Jelgava. Il 4 gennaio 2018 tornò in qualità di tecnico all'Etăr, club con il quale aveva debuttato nel calcio professionistico. Ottenne la permanenza dell'SFK Etar nel massimo campionato bulgaro attraverso i play-out e il 18 giugno rinnovò il contratto con il club fino al giugno 2019.
Il 14 maggio 2019 venne nominato dalla Federazione calcistica bulgara nuovo commissario tecnico della nazionale. Si dimise dall'incarico dopo cinque mesi, a causa delle polemiche sorte dopo la partita del 14 ottobre 2019, valida per le qualificazioni al campionato europeo di calcio 2020, persa per 0-6 contro l'Inghilterra allo Stadio nazionale Vasil Levski. L'incontro fu sospeso tre volte a causa degli insulti ed ululati razzisti, provenienti da militanti di estrema destra della tifoseria di casa e rivolti ai calciatori inglesi Marcus Rashford, Tyrone Mings e Raheem Sterling. Nonostante l'evidenza dei fatti, al termine dell'incontro Balăkov negò di aver sentito cori razzisti, aggiungendo che avrebbe chiesto scusa ai giocatori inglesi solo nel caso in cui l'UEFA avesse provato il fatto.
Il 2 giugno 2020 divenne il nuovo allenatore del CSKA 1948 Sofia, neopromosso in Părva liga. Ottenuto un quinto posto in campionato, non rinnovò il contratto con il club pur rimanendone a disposizione quale consulente.
Il 5 maggio 2023 prese il posto di Svetoslav Petrov alla guida del Septemvri Sofia. Retrocesso in Vtora liga, l'11 ottobre 2023, dopo tredici partite di campionato, si dimise inaspettatamente dall'incarico con la squadra prima in classifica e con quattro punti di vantaggio sul Montana.
Il 22 aprile 2024 subentrò al posto di Danilo Doncic alla guida del Lokomotiv Sofia con la squadra al quattordicesimo posto in Parva Liga e impegnata ai play-out per non retrocedere.

### Statistiche da allenatore
Statistiche aggiornate al 24 agosto 2024.
| Stagione               | Squadra                | Campionato             | Campionato | Campionato | Campionato | Campionato | Coppe nazionali | Coppe nazionali | Coppe nazionali | Coppe nazionali | Coppe nazionali | Coppe continentali | Coppe continentali | Coppe continentali | Coppe continentali | Coppe continentali | Altre coppe | Altre coppe | Altre coppe | Altre coppe | Altre coppe | Totale | Totale | Totale | Totale | % Vittorie | Piazzamento       |
| Stagione               | Squadra                | Comp                   | G          | V          | N          | P          | Comp            | G               | V               | N               | P               | Comp               | G                  | V                  | N                  | P                  | Comp        | G           | V           | N           | P           | G      | V      | N      | P      | %          | Piazzamento       |
| ---------------------- | ---------------------- | ---------------------- | ---------- | ---------- | ---------- | ---------- | --------------- | --------------- | --------------- | --------------- | --------------- | ------------------ | ------------------ | ------------------ | ------------------ | ------------------ | ----------- | ----------- | ----------- | ----------- | ----------- | ------ | ------ | ------ | ------ | ---------- | ----------------- |
| gen.-mag. 2006         | Grasshoppers           | SL                     | 18         | 6          | 7          | 5          | CS              | 0               | 0               | 0               | 0               | CU                 | 0                  | 0                  | 0                  | 0                  | -           | -           | -           | -           | -           | 18     | 6      | 7      | 5      | 33,33      | Sub., 4°          |
| 2006-mag. 2007         | Grasshoppers           | SL                     | 35         | 13         | 11         | 11         | CS              | 4               | 3               | 0               | 1               | Int.+CU            | 4+8                | 3+3                | 1+1                | 0+4                | -           | -           | -           | -           | -           | 51     | 22     | 13     | 16     | 43,14      | Eson.             |
| Totale Grasshopper     | Totale Grasshopper     | Totale Grasshopper     | 53         | 19         | 18         | 16         |                 | 4               | 3               | 0               | 1               |                    | 12                 | 6                  | 2                  | 4                  |             | -           | -           | -           | -           | 69     | 28     | 20     | 21     | 40,58      |                   |
| ott.2007-2008          | San Gallo              | SL                     | 23+2       | 6+0        | 5+0        | 12+2       | CS              | 0               | 0               | 0               | 0               | Int.               | 0                  | 0                  | 0                  | 0                  | -           | -           | -           | -           | -           | 25     | 6      | 5      | 14     | 24,00      | Sub., 9° (retr.)  |
| dic. 2008-2009         | Černomorec             | A-PFG                  | 15         | 7          | 3          | 5          | CB              | 0               | 0               | 0               | 0               | -                  | -                  | -                  | -                  | -                  | -           | -           | -           | -           |             | 15     | 7      | 3      | 5      | 46,67      | Sub., 7°          |
| 2009-2010              | Černomorec             | A-PFG                  | 30         | 15         | 6          | 9          | CB              | 1               | 0               | 0               | 1               | -                  | -                  | -                  | -                  | -                  | -           | -           | -           | -           |             | 31     | 15     | 6      | 10     | 48,39      | 5°                |
| ago.-dic.2010          | Černomorec             | A-PFG                  | 15         | 7          | 7          | 1          | CB              | 2               | 2               | 0               | 0               | -                  | -                  | -                  | -                  | -                  | -           | -           | -           | -           |             | 17     | 9      | 7      | 1      | 52,94      | Resc. cons.       |
| Totale Černomorec      | Totale Černomorec      | Totale Černomorec      | 60         | 29         | 16         | 15         |                 | 3               | 2               | 0               | 1               |                    |                    |                    |                    |                    |             | -           | -           | -           | -           | 63     | 31     | 16     | 16     | 49,21      |                   |
| 2011-mar. 2012         | Hajduk Spalato         | 1.HNL                  | 22         | 13         | 5          | 4          | HNK             | 4               | 3               | 0               | 1               | UEL                | 2                  | 0                  | 0                  | 2                  | -           | -           | -           | -           | -           | 28     | 16     | 5      | 7      | 57,14      | Resc. cons.       |
| mar.-mag. 2012         | Kaiserslautern         | BL                     | 8          | 1          | 0          | 7          | CG              | 0               | 0               | 0               | 0               | -                  | -                  | -                  | -                  | -                  | -           | -           | -           | -           | -           | 8      | 1      | 0      | 7      | 12,50      | Sub., 18° (retr.) |
| 2014-2015              | Liteks Loveč           | A-PFG                  | 32         | 16         | 6          | 10         | CB              | 5               | 3               | 1               | 1               | UEL                | 4                  | 2                  | 1                  | 1                  | -           | -           | -           | -           |             | 41     | 21     | 8      | 12     | 51,22      | 4°                |
| lug.2015               | Liteks Loveč           | A-PFG                  | 0          | 0          | 0          | 0          | CB              | 0               | 0               | 0               | 0               | UEL                | 2                  | 0                  | 2                  | 0                  | -           | -           | -           | -           |             | 2      | 0      | 2      | 0      | &0,00      | Dimis.            |
| Totale Liteks Loveč    | Totale Liteks Loveč    | Totale Liteks Loveč    | 32         | 16         | 6          | 10         |                 | 5               | 3               | 1               | 1               |                    | 6                  | 2                  | 3                  | 1                  |             | -           | -           | -           | -           | 43     | 21     | 10     | 12     | 48,84      |                   |
| gen.-mag. 2018         | Etăr                   | A-PFG                  | 12+4       | 2+4        | 4+0        | 6+0        | CB              | 0               | 0               | 0               | 0               | -                  | -                  | -                  | -                  | -                  | -           | -           | -           | -           |             | 16     | 6      | 4      | 6      | 37,50      | Sub., 13°         |
| 2018-2019              | Etăr                   | A-PFG                  | 32+5       | 15+3       | 6+0        | 11+2       | CB              | 3               | 2               | 1               | 0               | -                  | -                  | -                  | -                  | -                  | -           | -           | -           | -           |             | 40     | 20     | 7      | 13     | 50,00      | 7°                |
| Totale Etăr            | Totale Etăr            | Totale Etăr            | 53         | 24         | 10         | 19         |                 | 3               | 2               | 1               | 0               |                    |                    |                    |                    |                    |             |             |             |             |             | 56     | 26     | 11     | 19     | 46,43      |                   |
| 2020-2021              | CSKA 1948 Sofia        | A-PFG                  | 31         | 12         | 11         | 8          | CB              | 3               | 2               | 0               | 1               | -                  | -                  | -                  | -                  | -                  | -           | -           | -           | -           |             | 34     | 14     | 11     | 9      | 41,18      | 5°                |
| mag.-giu. 2023         | Septemvri Sofia        | A-PFG                  | 6          | 2          | 0          | 4          | CB              | 0               | 0               | 0               | 0               | -                  | -                  | -                  | -                  | -                  | -           | -           | -           | -           |             | 6      | 2      | 0      | 4      | 33,33      | Sub., 15° (retr.) |
| lug.-ott. 2023         | Septemvri Sofia        | B-PFG                  | 13         | 9          | 2          | 2          | CB              | 1               | 1               | 0               | 0               | -                  | -                  | -                  | -                  | -                  | -           | -           | -           | -           |             | 14     | 10     | 2      | 2      | 71,43      | Dimis.            |
| Totale Septemvri Sofia | Totale Septemvri Sofia | Totale Septemvri Sofia | 19         | 11         | 2          | 6          |                 | 1               | 1               | 0               | 0               |                    |                    |                    |                    |                    |             |             |             |             |             | 20     | 12     | 2      | 6      | 60,00      |                   |
| apr.-mag. 2024         | Lokomotiv Sofia        | A-PFG                  | 5          | 3          | 2          | 0          | CB              | 0               | 0               | 0               | 0               | -                  | -                  | -                  | -                  | -                  | -           | -           | -           | -           |             | 5      | 3      | 2      | 0      | 60,00      | Sub., 12°         |
| Totale carriera        | Totale carriera        | Totale carriera        | 308        | 134        | 75         | 99         |                 | 23              | 16              | 2               | 5               |                    | 20                 | 8                  | 5                  | 7                  |             |             |             |             |             | 351    | 158    | 82     | 111    | 45,01      |                   |

## Palmarès

### Giocatore

#### Club

##### Competizioni nazionali
- Campionato bulgaro: 1

Etar: 1990-1991
- Coppa di Portogallo: 1

Sporting Lisbona: 1994-1995
- Coppa di Germania: 1

Stoccarda: 1996-1997

##### Competizioni internazionali
- Coppa Intertoto UEFA: 2

Stoccarda: 2000, 2002

#### Individuale
- Capocannoniere della Coppa di Portogallo: 2

1992-1993 (4 gol), 1993-1994 (6 gol)
- Calciatore bulgaro dell'anno: 2

1995, 1997